# San Pedro (A Mezquita)

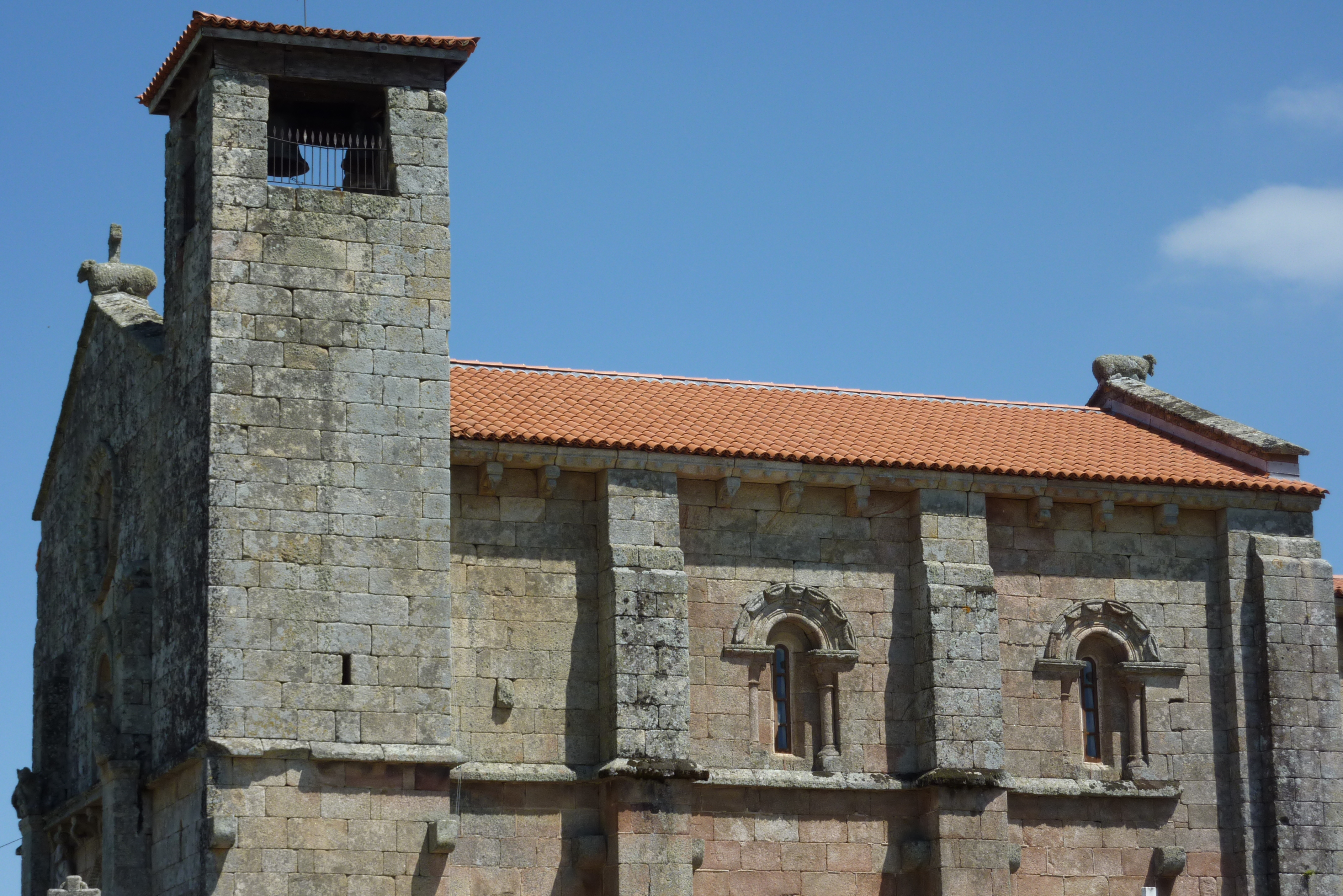
Pfarrkirche San Pedro in A Mezquita

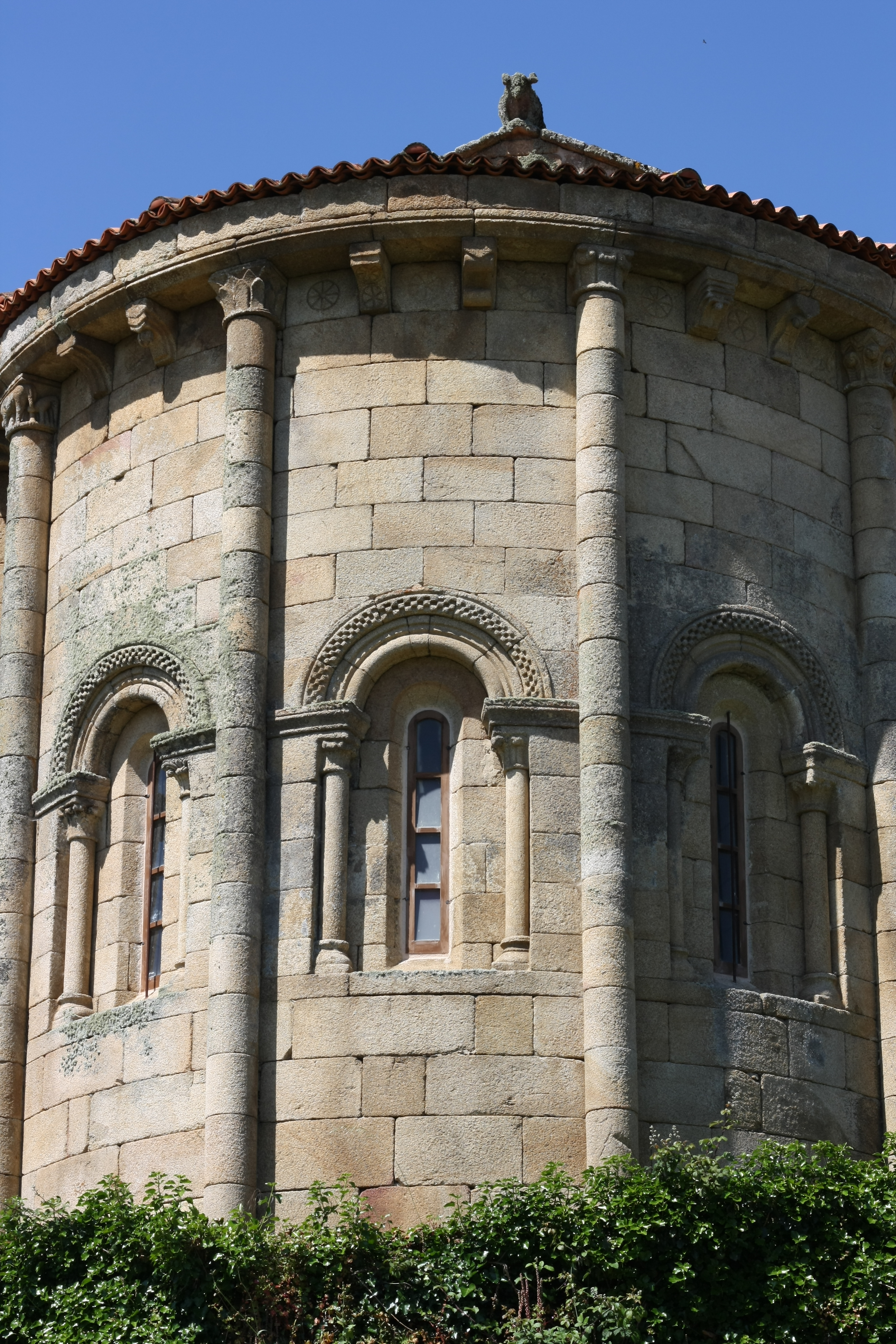
Apsis

San Pedro ist eine Kirche in dem Ort A Mezquita, einer Parroquía der Gemeinde A Merca, die zu der Provinz Ourense in der autonomen spanischen Region Galicien gehört. Sie wurde zu Beginn des 13. Jahrhunderts im romanischen Baustil errichtet. Aus dieser Zeit hat sie einen reichen Skulpturenschmuck bewahrt. Die Kirche wird heute als Pfarrkirche genutzt. 1931 wurde sie zum Monumento Nacional (Bien de Interés Cultural) erklärt.

## Geschichte
Die Kirche wird zum ersten Mal im Jahr 986 in einer Schenkungsurkunde an das Kloster San Salvador de Celanova erwähnt. Eine Inschrift im Inneren der Kirche, links vom Eingang, bezeugt als Entstehungsdatum das Jahr 1240 der spanischen Ära, was nach unserer heutigen Zeitrechnung dem Jahr 1202 entspricht.

## Architektur

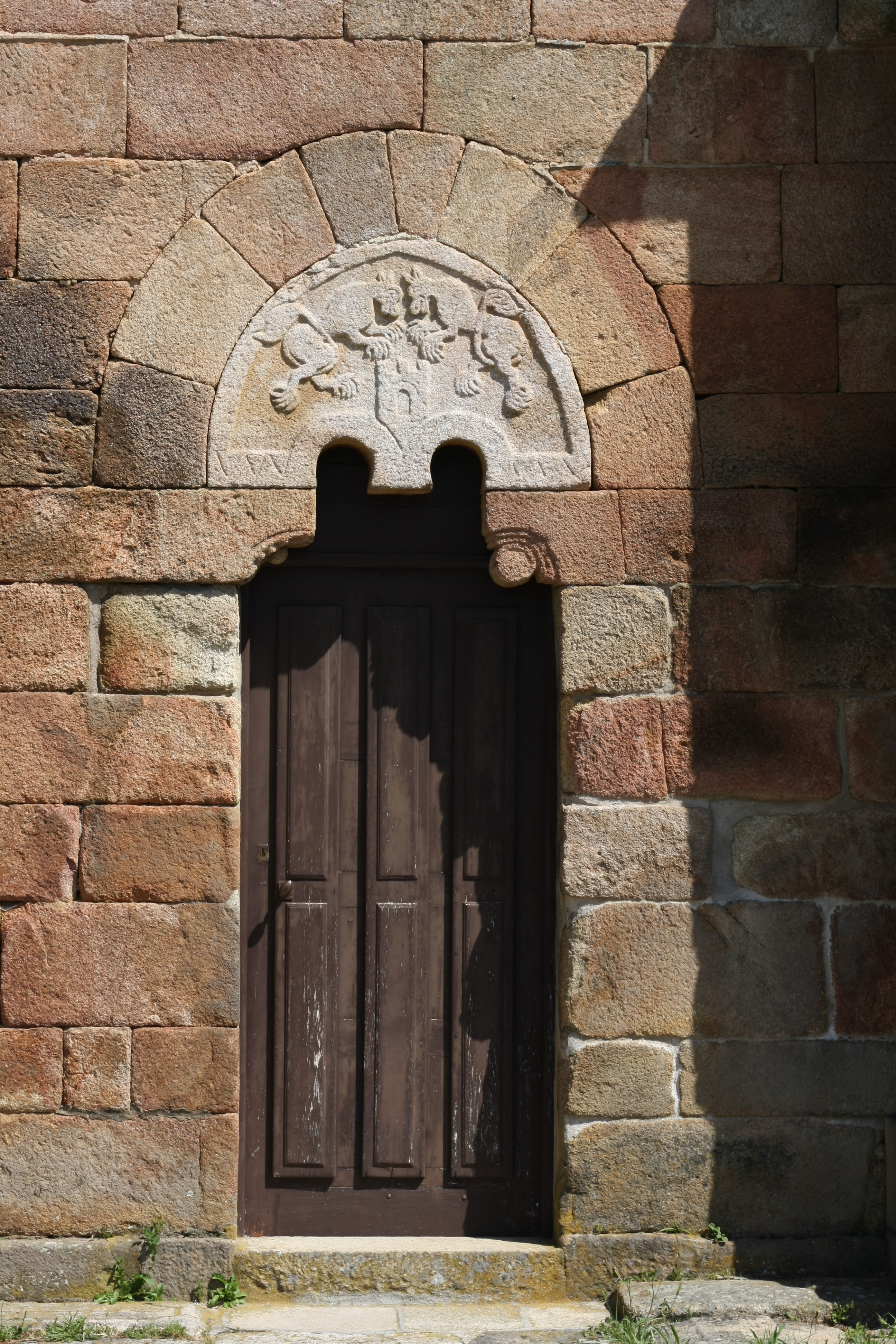
Südportal

Die Außenfassade der Kirche ist durch kräftige Strebepfeiler gegliedert. An Nord-, Süd- und Westseite befinden sich Portale. Das Nordportal ist ein schlichtes Rundbogenportal. Das Südportal besitzt als Tympanon ein Relief mit zwei Löwen, die über den Zinnen einer Burg schweben. Im Osten schließt sich eine eingezogene halbkreisförmige Apsis an, in die drei schmale, mit Archivolten verzierte Fenster eingeschnitten sind. In die Südseite der Westfassade ist der quadratische Glockenturm eingebunden. Auf dem östlichen und westlichen Abschluss des Daches ist ein Lamm dargestellt.

### Westfassade
Die Westfassade wird von einer Rosette durchbrochen, unter der sich ein Rundbogenfenster öffnet. Die Portalzone wird seitlich von Strebepfeilern gerahmt. Auf dem linken Strebepfeiler ist eine Wölfin dargestellt, die ihre Jungen säugt, auf dem rechten Strebepfeiler wird ein Wolf dargestellt, der ein Lamm reißt. Den oberen Abschluss bildet ein Vordach, das auf dekorativ skulptierten Kragsteinen und Metopen mit Reliefdarstellungen eines Wolfes, einer Schlange, einer menschlichen Büste und einer ausgestreckten Person aufliegt. In den Ecken darunter stehen zwei Figuren. Die linke Figur hält einen Schlüssel in der Hand und stellt den Apostel Petrus dar. Die weibliche Figur auf der rechten Seite ist nicht eindeutig zu identifizieren.

Kapitelle am Westportal
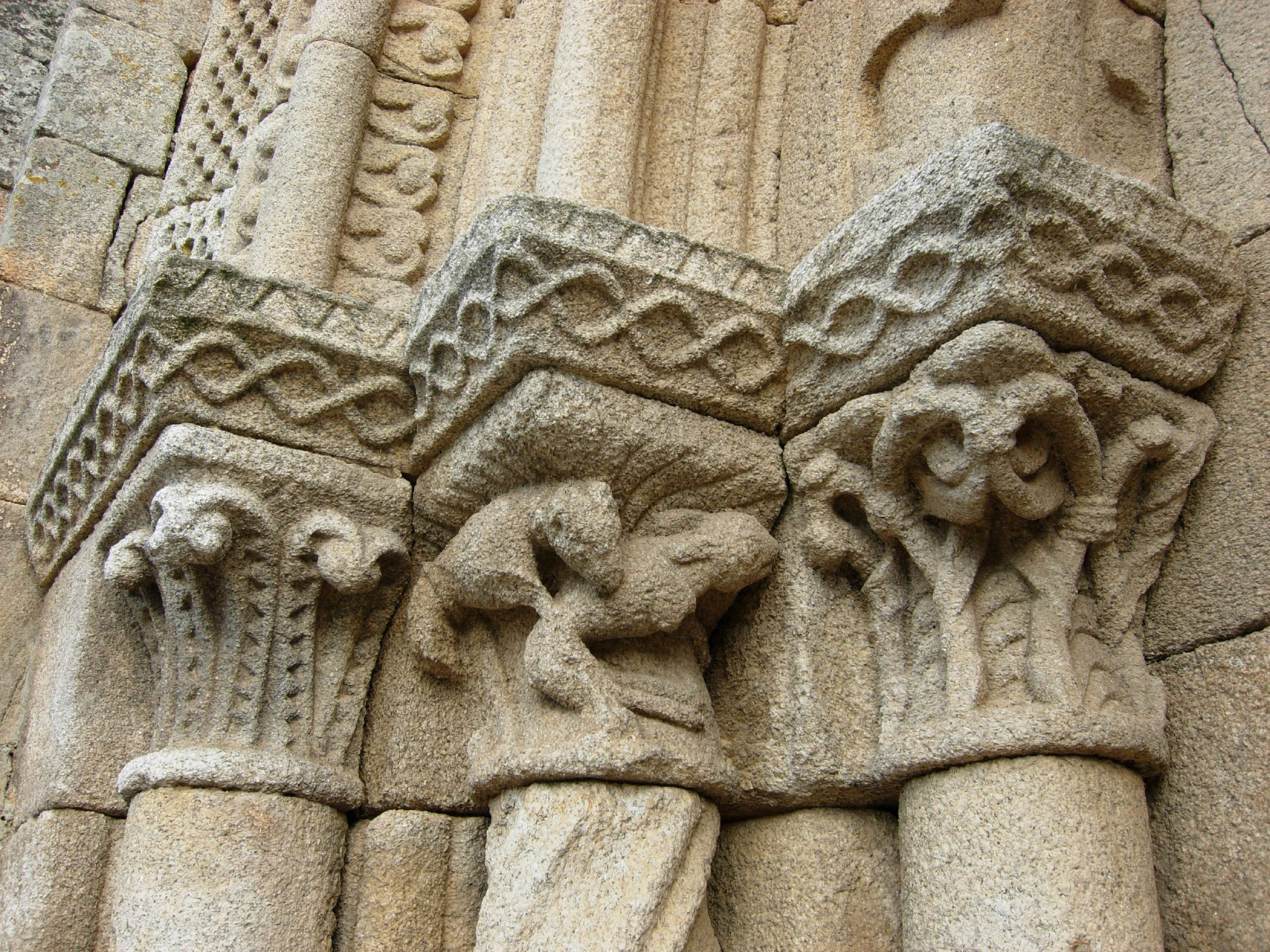
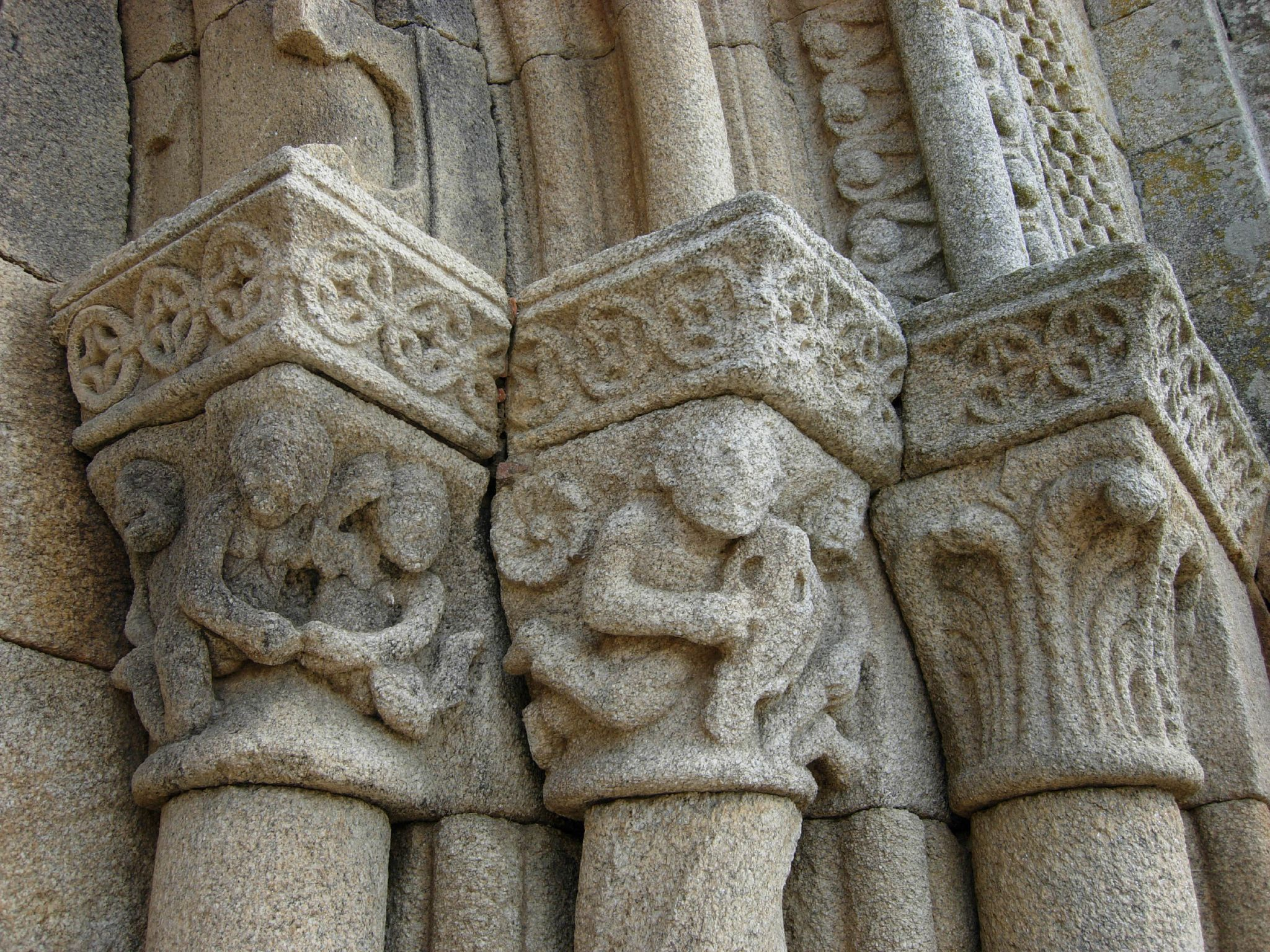

Das Portal wird von drei spitzbögigen Archivolten überspannt, die mit Rollen- oder Knospenfries verziert sind und von je drei Säulen getragen werden. Auf den Kapitellen sind sich beißende Tiere zu erkennen und eine Person, die ein Streichinstrument spielt. Den Eingang bewachen zwei wilde Tiere mit großen Klauen, die als Kragsteine (mochetas) dienen und das Tympanon stützen. Auf diesem ist ein lateinisches Kreuz dargestellt, dessen Arme in Kreisen mit eingeschriebenen Blüten oder Kreuzformen enden. Die Mitte des Kreuzes bildet ein Lamm, das von einem Kreis umschlossen wird.

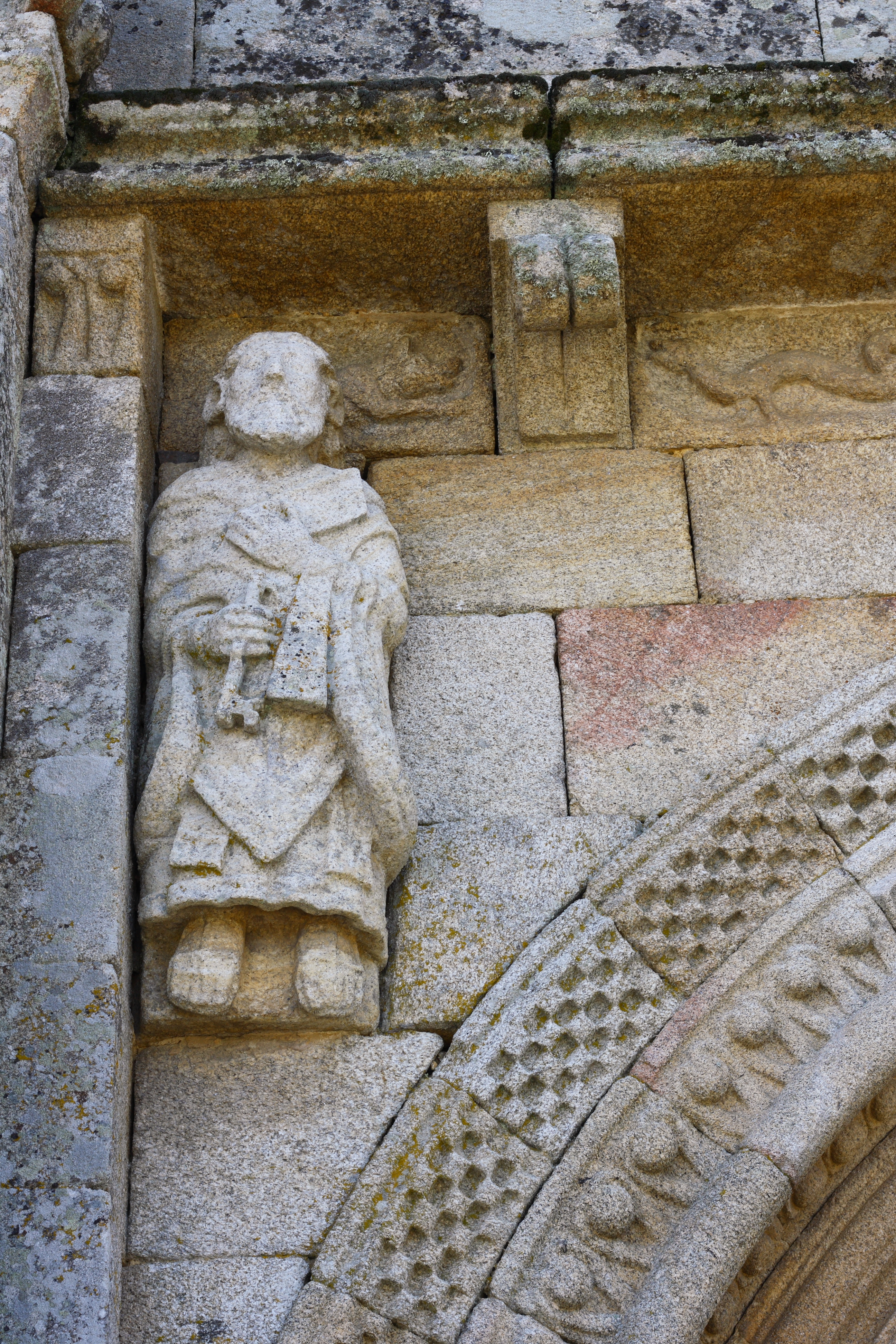
Apostel Petrus
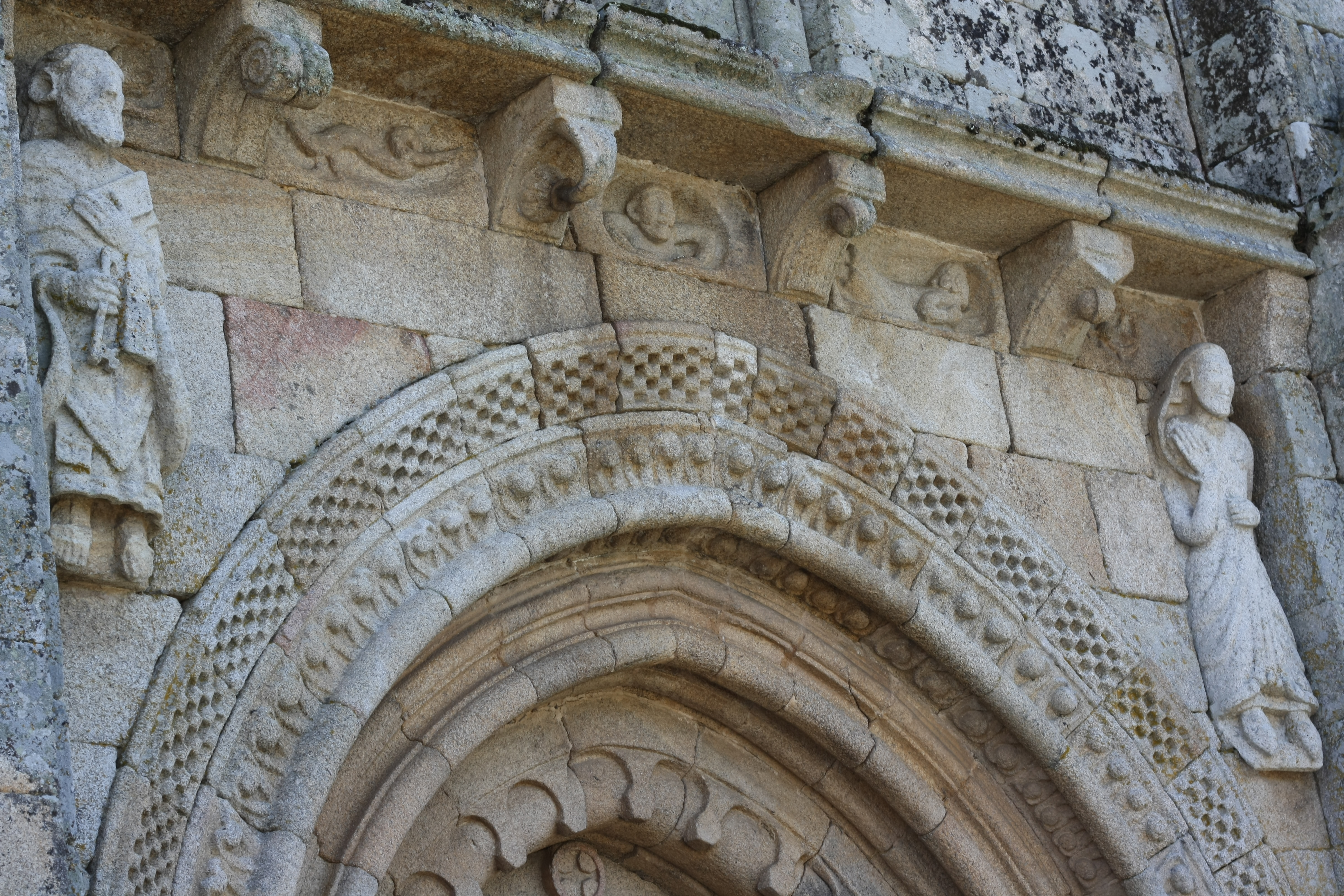
Westportal
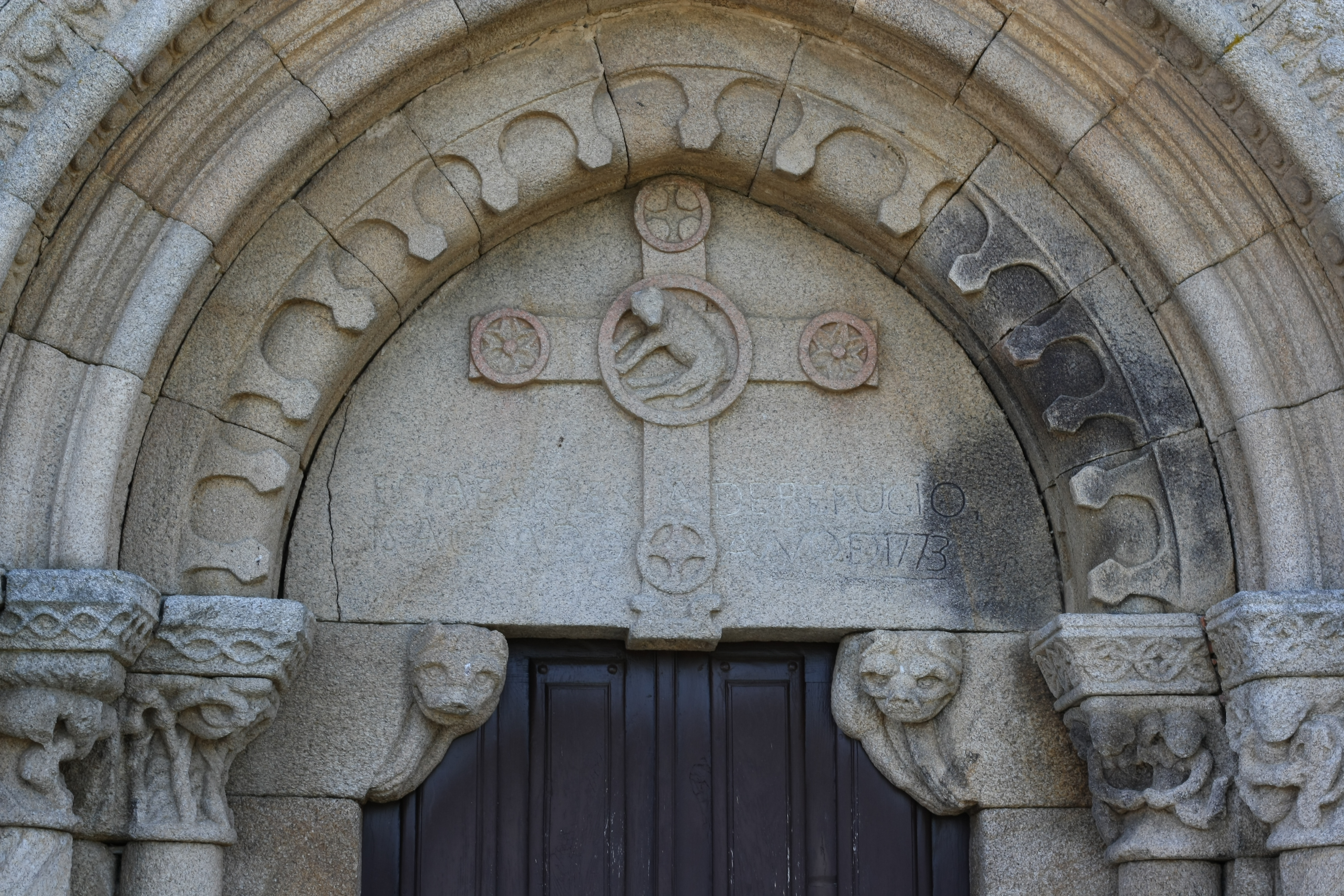
Tympanon
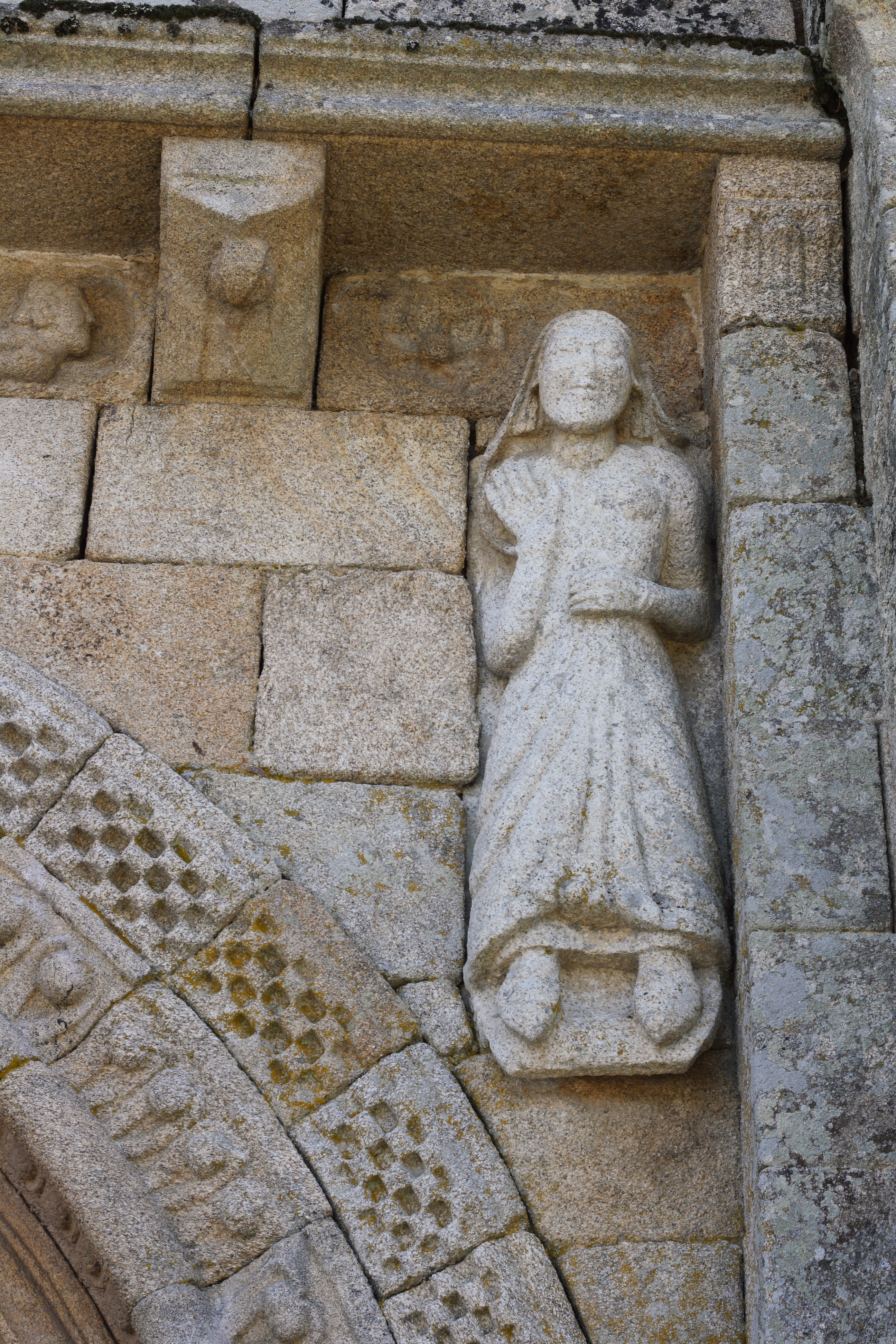
Weibliche Figur

### Innenraum
Das einschiffige Langhaus ist in drei Joche gegliedert und mit einer Holzdecke gedeckt, die auf Spitzbögen über Wandsäulen aufliegt. Das zwischen Apsis und Langhaus liegende Chorjoch trägt ein gotisches Kreuzrippengewölbe, dessen Rippen von Konsolen getragen werden. Eine Konsole ist mit zwei Figuren gestaltet, wobei eine Figur den Arm der anderen hält. Die Apsis überwölbt eine mit Rippen verstärkte Halbkuppel. Die Säulen des gebrochenen Chorbogens besitzen Kapitelle, die mit Pflanzenmotiven verziert sind.

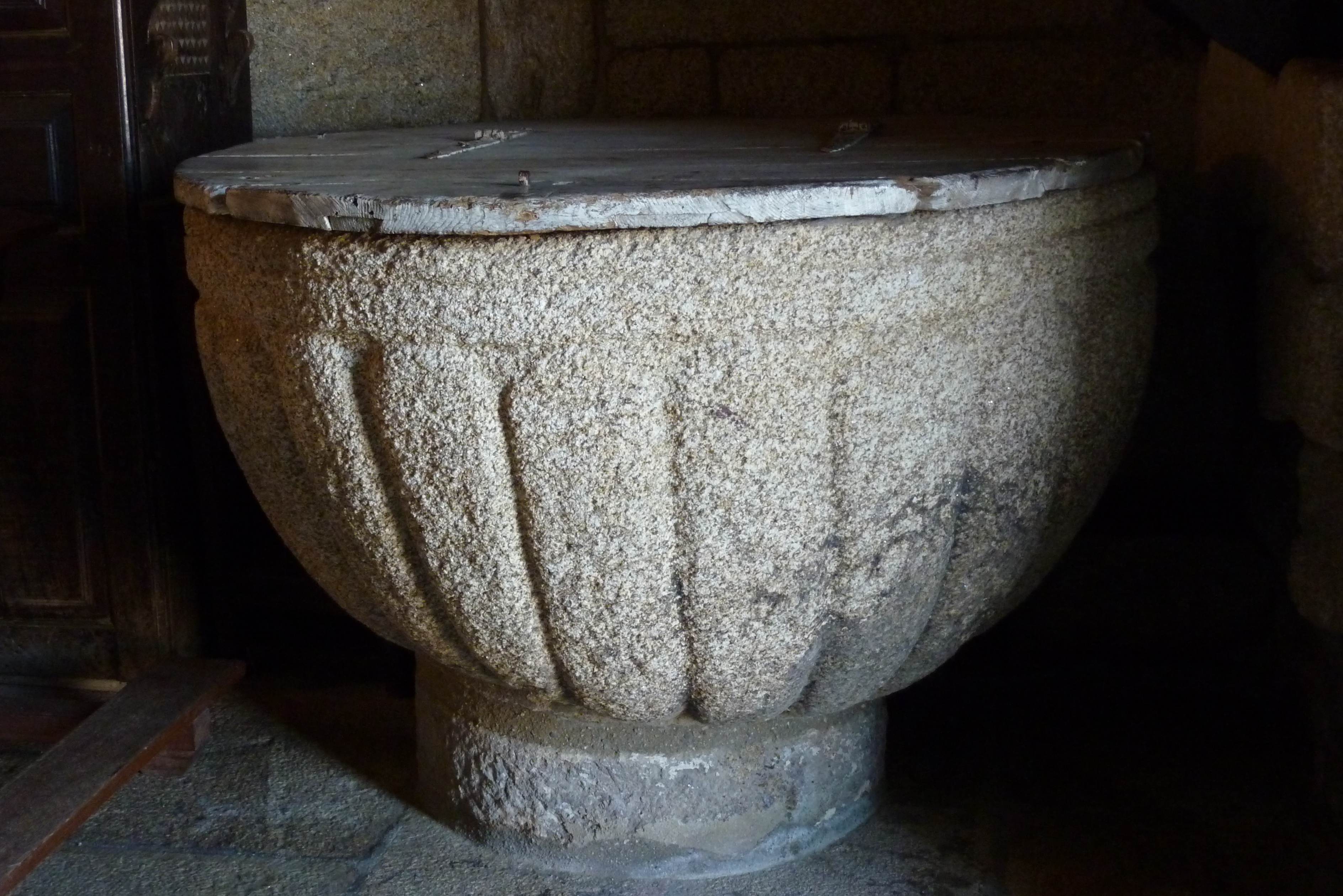
Taufbecken

## Ausstattung
In der Kirche ist ein romanischer Taufstein erhalten.